# Isabella Eckerle
Isabella Eckerle (* 6. September 1980 in Speyer) ist eine deutsche Virologin und außerordentliche Professorin. Seit 2018 ist sie als Ko-Leiterin des Zentrums für Neuartige Viruserkrankungen tätig, eine gemeinsame Institution der Medizinischen Fakultät der Universität Genf und der Abteilung für Infektionskrankheiten an den Universitätskliniken in Genf. Eckerle leitet die Forschungsgruppe des Zentrums und beschäftigt sich dort mit der laborbasierten Risikobewertung neuartiger Viruserkrankungen sowie mit translationalen Themen wie Diagnostik und Immunantwort auf neue Viren.

## Werdegang und Forschung
Bereits als Kind war Eckerle von der Natur fasziniert und fasste den Entschluss, entweder Tierärztin oder Feldbiologin zu werden. Schließlich entschied sie sich für die Humanmedizin. 2008 legte sie das Staatsexamen ab, 2010 promovierte sie bei Manfred Schwab am Deutschen Krebsforschungszentrum.
Im letzten Jahr ihres Medizinstudiums an der Universität Heidelberg reiste sie zum ersten Mal nach Afrika, was sie dazu bewegte, auf dem Gebiet der Infektionskrankheiten mit Schwerpunkt auf tropische Krankheitserreger zu forschen. Ihre erste Stelle trat sie dementsprechend als Assistenzärztin in der Sektion Klinische Tropenmedizin am Zentrum für Infektiologie in Heidelberg an, wo sie in der Reisemedizin und in der klinischen Betreuung von Reiserückkehrern tätig war. Dabei konzentrierte sie sich vor allem auf Krankheitserreger zoonotischen Ursprungs, wie beispielsweise die Viren aus Reservoir-Wirten wie Fledermäusen, z. B. Tollwut, Ebola, SARS-CoV.
Im Jahr 2011 schloss sie sich der Gruppe von Christian Drosten am Institut für Virologie in Bonn an, um an neu entstehenden zoonotischen Viren zu arbeiten. Der Schwerpunkt ihrer Arbeit lag auf der Erforschung des damals neu entdeckten MERS-Coronavirus, was 2012 erstmals im Menschen beschrieben wurde, sowie auf einem weiteren neu entdeckten Coronavirus aus Kamelen, dem zoologischen Vorläufer des heutigen Erkältungs-Coronavirus HCoV-229E. Ein weiterer Aspekt ihrer Arbeit war die Entwicklung neuer Zelllinien von Atemwegs- und Nierenepithelzellen aus Reservoirwirten – darunter Fledermäuse, Nagetiere, Insektenfresser und Nutztierarten wie Pferden und Kamelen. Durch die Entwicklung einer Methode zum Einfrieren von Organproben von Tieren im Feld erhielt sie Zugang zu einer Vielzahl seltener und interessanter Arten und konnte Primärzellen isolieren, die sie später zur Erzeugung dauerhafter Zelllinien immortalisierte und mit anderen Forschungsgruppen teilte. Anhand dieser Zelllinien zeigte Eckerle, dass Huftiere, darunter Ziegen und Kamele, wahrscheinlich Zwischenwirte des MERS-Coronavirus waren.
Im Jahr 2014 erlangte sie den Facharzt für Mikrobiologie, Virologie und Infektionsepidemiologie. Im Jahr 2017 erhielt sie ihre Habilitation mit der Habilitationsschrift Epidemiologie und Risikobewertung tropischer und zoonotischer Viren. Ebenfalls 2017 erlangte sie das Diplom für Tropenmedizin und Hygiene an der Liverpool School of Tropical Medicine in Liverpool, UK.
2018 wurde sie als Professorin ans Genfer Zentrum für Neuartige Viren (englisch „emerging viruses“) an die Hôpitaux universitaires de Genève (HUG) und die Medizinische Fakultät der Universität Genf berufen. Sie leitet das Zentrum gemeinsam mit Laurent Kaiser. Ihre Arbeitsgruppe ist am Department für Mikrobiologie und Molekulare Medizin angesiedelt.
Die Forschungsgruppe und das Zentrum sind darüber hinaus Kollaborationspartner der Foundation for Innovative New Diagnostics (FIND) mit dem Ziel der unabhängigen Validierung neuer Diagnostika für neuartige Viren, von Ärzte ohne Grenzen (MSF) zur Untersuchung von HEV-Ausbrüchen im Süd-Sudan sowie ein Kollaborationszentrum der WHO für epidemische und pandemische Krankheiten.

## Forschungsschwerpunkte
Eckerles primäres Forschungsinteresse gilt der Charakterisierung und laborgestützten Risikobewertung neuartiger und neu entstehender zoonotischer Viren sowie der Bewertung neuer Diagnostika. Zur laborbasierten Risikobewertung gehört die Entwicklung von Epithelzellkulturmodellen von Reservoirwirten wie Fledermäuse und Nagetiere, aber auch neue Zellkulturmodelle für den menschlichen Atemwegstrakt (sog. "air-liquid-interface" Kulturen), die Bewertung der viralen Diversität, die Virenentdeckung bei Mensch und Tier sowie die Epidemiologie neu auftretender Viren, z. B. Corona- und Arboviren. Weitere Forschungsinteressen auf dem Gebiet der klinischen Virologie sind importierte Virusinfektionen durch zurückkehrende Reisende sowie Infektionen und die Impfstoffantwort bei immungeschwächten Wirten. Die Arbeitsgruppe hat außerdem eine Reihe Kollaborationen mit internationalen Organisationen.

## Aktivitäten im Zusammenhang mit der Covid-19-Pandemie
Das Zentrum für neuartige Viruserkrankungen, welches ebenfalls das Schweizer Referenzlabor für neuartige Viren beherbergt, hat als erstes Labor der Schweiz die Diagnostik für SARS-CoV-2 angeboten, und war für einige Wochen zu Beginn der Pandemie das einzige Labor der Schweiz, das auf das Virus testen konnte. Das Labor von Eckerle war ebenfalls sehr früh bei der Variierung sowohl von PCR- als auch serologischen Nachweismethoden involviert, was die schnelle Umsetzung sero-epidemiologischer Studien, zusammen mit der Abteilung Populationsepidemiologie der Universitätskliniken in Genf ermöglicht. Ende April 2020 wurden die Ergebnisse aus dieser Kollaboration veröffentlicht und zeigten, dass sich bis zu diesem Zeitpunkt 5,5 % der Bevölkerung in Genf mit dem Virus infiziert hatten. Diese Zahl bezeichnete Eckerle als „kleiner als erhofft“, da sie nicht ausreiche, um die damals erhoffte Herdenimmunität zu erlangen. Eckerle untersuchte außerdem die Unterschiede von Erwachsenen und Kindern auf die Infektion mit COVID-19, darunter die Immunantwort sowie die Viruslast und das Vorhandensein von infektiösem Virus in den oberen Atemwegen von Neugeborenen, Kindern und Jugendlichen. Anfang Mai 2020 berichtete Eckerle, dass Kinder, die an COVID-19 erkrankten, ebenso infektiöses Virus ausscheiden wie dies zu diesem Zeitpunkt bereits bei Erwachsenen berichtet war. Sie untersuchte außerdem die Viruslast von Kindern und Erwachsenen und zeigte, dass Kinder zwar einen leichteren Verlauf der Krankheit haben können, dass es jedoch kaum Unterschiede bei der Anzahl der von Erwachsenen und Kindern getragenen SARS-CoV-2-Partikel gibt. Zusammen mit einem interdisziplinären epidemiologischen Team untersuchte sie Ausbrüche in Kindergärten und Schulen über verschiedenen Virusvarianten hinweg, und konnte zeigen, dass Infektionen zwischen Kindern und Kindern, Kinder und Erwachsenen sowie zwischen Schulen und Haushalten in jeweils beide Richtungen übertragen werden.
Die Untersuchung von Antikörpern bei kleinen Kindern durch eine Blutprobe aus der Fingerbeere wie in dieser Studie wurde erst ermöglicht durch einen neu entwickelten Antikörper-Test, den die Gruppe von Eckerle zusammen mit Kollegen des Zentrums für Vakzinologie der Universität Genf und der Eidgenössischen Technischen Hochschule Lausanne (EPFL) im Rahmen des Nationalen Forschungsprogramms (NRP78) entwickelt hat. Es handelte sich dabei um ein Hochdurchsatzverfahren mittels eines Nano-Immuno-Assays, der mit geringsten Mengen an Serum und Antigen auskommt, bei vergleichbarer Sensitivität und Spezifität wie kommerzielle Methoden bei niedrigen Kosten.
Die Laborarbeiten ihrer Arbeitsgruppe untersuchten außerdem die neu auftretenden Virus-Varianten (variants of concern, VOC; variants of interest, VOI) wie Alpha, Beta, Gamma, Delta, Zeta und Omicron. Sie konnte zeigen, dass sowohl die VOC Omicron als auch VOI Zeta die Immunantwort von Genesenen, Geimpften und von Individuen mit Hybrid-Immunität umgehen. Sie konnten damit zeigen, dass Omikron von allen Varianten die stärkste Immunflucht aufweist und einen neuen Serotyp von SARS-CoV-2 darstellt. Außerdem untersuchte die Arbeitsgruppe die Ausscheidung von infektiösem SARS-CoV-2 aus Patientenproben. Dazu nutzen sie einen Focus-forming assay, mit dem infektiöse Partikel auf Gewebezellen quantitative nachgewiesen werden können. Damit konnte sie zeigen, dass sich die Ausscheidung von infektiösem Virus zwischen den Virusvarianten unterscheidet, was z. B. die hohe Infektiosität der Delta-Variante erklären konnte. Sie konnten in dieser Arbeit ebenfalls zeigen, dass geimpfte Personen weniger infektiöses Virus ausscheiden als ungeimpfte. Während bei der Delta-Variante dies bereits nach zwei Impfdosen mit einem mRNA-Impfstoff beobachtet wurde, war bei der Omikron-Variante eine dreifache Impfung nötig. Interessanterweise wurde in dieser Studie auch gezeigt, dass Omikron keine höheren, sondern geringere Viruslasten auswies als vorherige Varianten. Die Studie wurde in der renommierten Zeitschrift Nature Medicine veröffentlicht. Die Arbeitsgruppe fasste danach in einer Übersichtsarbeit die bekannten Daten zum Thema Virusauscheidung zusammen.
Weitere Forschungsprojekte der Arbeitsgruppe befassen sich mit der Schleimhaut-Immunität nach Impfung und Infektion, sowie mit dem One Health-Konzept und der besseren Überwachung und Vorbereitung auf Infektionsereignisse mit neuartigen Viren.
Eckerle erhielt u. a.finanzielle Mittel vom Schweizerischen Nationalfonds aus mehreren Ausschreibungen zu verschiedenen Themen um Covid-19: die biologische Charakterisierung von Virusvarianten, die Reaktion des Lungenepithel auf eine SARS-CoV-2-Infektion, den Aufbau einer Biobank von Virusisolaten aus klinischen Proben sowie die Entwicklung eines neuen serologischen Testes. 
Im Zusammenhang mit der Covid-19-Pandemie gehörte Eckerle sowohl in Schweizer als auch in deutschen Medien immer wieder zu den gefragten Experten, da sie bereits viele Jahre vor der Pandemie schon an Coronaviren geforscht hat.

## Familie
Isabella Eckerle ist verheiratet und Mutter eines Sohnes.